# Northern Kentucky University
Northern Kentucky University (NKU, ang. Northern Kentucky University) – amerykański uniwersytet stanowy (publiczny), położony w stanie Kentucky na południe od Cincinnati w stanie Ohio.

## Rys ogólny
Główny, spójnie zaprojektowany modernistyczny kampus, którego elewacje zostały wykończone surowym betonem i szkłem, w miejscach porośnięte jest pnącym bluszczem. Kampus ten ulokowany jest na miejscu zniwelowanego wierzchołka typowego, stromego, zalesionego wzgórza w środkowym biegu rzeki Ohio.
Ulokowany na uboczu kampus znajduje siȩ jako pocztowa strefa 41099 w Highland Heights (Kentucky). Nazwa uniwersytetu, według zwyczaju dla stanowych instytucji edukacyjnych w Kentucky, wywodzi się od regionalnej nazwy oznaczającej połać obszaru stanu: Northern Kentucky. Jest to najbogatsza i najbardziej uprzemysłowiona część Kentucky. Składa się z jego trzech najdalej wysuniętych na północ hrabstw, w kolejności od zachodu na wschód: Boone, Kenton oraz Campbell.
NKU, instytucja koedukacyjna, utworzona została w 1968 jako Northern Kentucky State College. Jej główny kampus jest ulokowany 8,00 km w linii prostej w kierunku SWS (330 stopni) od ścisłego centrum miasta Cincinnati w stanie Ohio, położonego na prawym brzegu rzeki Ohio. Rzeka ta nie tylko rozdziela oba stany, ale stanowi kulturową, w 2009 zatartą, granicę: jest to tzw. Linia Masona-Dixona, historycznie rozdzielająca wolną Północ od niewolniczego Południa (nominalnie w praktyce niewolnicze Kentucky nigdy nie opuściło Unii).
Przeważająca liczba studentów NKU to młodzież z okolicy, ze stanu Kentucky, ucząca siȩ na pierwszym stopniu (licencjat) (ang. undergraduates). Jest to uniwersytet typu ogólnego, pozbawiony politechniki (czyli uczelnia typu ang. liberal arts). Natomiast występują tu katedry przyznające stopień drugiego stopnia, magistra, w tym szkoła prawnicza, przyznająca tytuł Juris Doctor, J.D..
W 2005–2009 studiowało na NKU ponad 14 tys. osób, z czego ponad 12 tys. licencjat. Prawie wszyscy pozostali to ok. 2 tys. na studiach stopnia wyższego, aczkolwiek (jeszcze) nie doktoratu.
NKU jest drugim pod względem wielkości uniwersytetem ulokowanym w zespole miejskim miasta Cincinnati (według podziału cenzusu amerykańskiego: „wydzielonym obszarze ludnościowym” o nazwie Cincinnati-Hamilton, OH-KY-IN Metropolitan Statistical Area). Zwyczajowo jest to po prostu Greater Cincinnati („Cincinnati i okolice”). Jest to również najnowszy z ośmiu uniwersytetów stanowych Kentucky.

## Rys finansowy
Uniwersytet kontroluje prywatnie fundusz inwestycyjno-przychodowy (ang. endowment) rzędu 52,4 mln dolarów. Był jednak przede wszystkim utrzymywany kolosalnymi kwotami przeznaczonymi do roku 2008 corocznie z budżetu stanu Kentucky. Obecna sytuacja finansowa NKU pozostaje nie klarowna.
Studiuje tu 12,647 osób (stan z 2005) ubiegających się o licencjat (ang. bachellorate, B.A, B.S.) i 1,970 o stopień magistra (M.A., M.S., J.D., MBA).

## Rys architektoniczny i topograficzny
Kampus główny, jest oddalonym od innych skupisk osiedlem dziennym (z kilkoma akademikami na uboczu) o charakterze przedmiejskim. Jest tworem architektonicznie ujednoliconym, ponieważ był wybudowany po myśli jednej grupy architektonicznej. Z tego powodu, pomimo stopniowego dodawania kompletnie na nowo zaprojektowanych budynków co rok czy dwa, jest on nadal w miarȩ spójnym, modernistycznym, betonowo-szklanym miasteczkiem otaczającym zniwelowane, uprzednio zalesione strome wzgórze, otoczone jarami.
Po rozrośnięciu się, miasteczko pokrywa obszar wychodzące poza obręb pierwotnego wzgórza.
Topograficznie, północne Kentucky oraz skrajnie południowo-zachodnie Ohio to silnie pagórkowata, lesista dolina rzeki Ohio. Kampus główny liczy sobie 397 akrów powierzchni w zwartej, obłej bryle. Ona jest z kolei opasana z północy i zachodu głębokim wąwozem, na dnie którego przebiega, otaczając kampus łukiem z dwóch stron autostrada międzystanowa nr 275, czyli obwodnica Cincinnati. W punkcie stycznym z granica kampusu na północy, odchodzi od niej w kierunku N osobna autostrada, nieparzysto ponumerowana, czyli domiejska. Jest to I-471, która łączy NKU prostym strzałem z centrum Cincinnati, w tym autostradowym mostem dwunitkowym wskroś rzeki Ohio. Jest to ciekawy most o architekturze – i co za tym idzie, tradycyjnym żółtym malunku – przypominającej dwa równolegle ustawione (zamiast z rzędu) łuki loga sieci restauracji McDonald. Most jest szeroko znany z tego powodu jako „McDonald’s Bridge”. Z mostu roztacza się malowniczy widok na wschodni łuk rzeki Ohio w Cincinnati i obszary dzielnic Mount Adams oraz O’Brianville, pokryte latem gęstą, charakterystyczną zielenią dla tego regionu.
W kierunku odwrotnym, uniwersytet leży w kierunku miasta Alexandria (Kentucky) przy drodze krajowej nr 27.
I-471 łączy NKU z system autostrad międzystanowych nr 75 i 71, kiedy one zbiegiem w centrum Cincinnati opasują od strony rzeki jego centrum. Dzięki temu, podróż samochodem czy autokarem do i z NKU z dowolnego punktu w Cincinnati zabiera mniej czasu niż przejazd ze wschodu na zachód, czy odwrotnie, w granicach miasta.

## Przydomek sportowy, barwy szkolne
Przydomkiem zespołów sportowych uniwersytetu jest Norse (czyli synonim od wikingowie). Tradycyjnymi barwami NKU jest zestaw złotego z białym i czarnym.

## Historia

### Od 1943
Historia NKU ma początki w 1943, kiedy to otwarto filiȩ University of Kentucky w Covington jako UK Northern Extension Center. Po 20 latach, filia przekształciła się w osobna jednostkę w 1968, kiedy to NKU powstało jako college przeznaczony głównie dla studiów sub-licencjackich i trenowania kadry nauczycielskiej dla szkól podstawowych: Northern Kentucky State College (NKSC). W 1971 Salmon P. Chase College of Law, prywatna szkoła prawa w Cincinnati, połączyła się z Northern Kentucky State College, a planowanemu t uniwersytetowi zaczęto budować osobny kampus w okolicach Highland Heights.
W 1973 NKSC wydano pierwsze licencjaty. W 1976 Northern Kentucky State College przemianowano na Northern Kentucky University

### Historia najnowsza
Od 1968, a po zmianie nazwy szczególnie, uniwersytet ulegał gwałtownej ekspansji architektonicznej, a jego ciało studenckie nabrało charakter zdywersyfikowanego.
Obecny prezes/rektor NKU, Dr. James C. Votruba, zaczął kierowanie uczelnią dopiero w 1997, wieńcząc szybki budowlany rozwój uniwersytetu podobnym rozszerzeniem jego prestiżu i dobrym mianem akademickim m.in. za lokalne modelowane na Harvardzie tzw. core curriculum Votruba i jego administracja zacieśnili standardy przyjmowania na uczelniȩ. Absolwenci NKU doznawali coraz to przychylniejsze traktowanie w przyjęciu na dalsze studia gdzie indziej. Zmiany te uczczono graficznie zupełnie nowym logo uniwersytetu, przyjȩtym oficjalnie w 2002. Jednak tempo budowania nowych gmachów i wyspecjalizowanych centrów badawczych, np. w wyżywieniu, w tym wielkiej wielofunkcyjnej hali widowiskowo-sportowej (głównie na potrzeby miejscowej koszykówki, ale także jako przyszłe centrum wystawiennicze) czy nowego centrum nauk przyrodniczych, czy szkoły informatyki, czy planetarium cyfrowego nie osłabły.

## Kampusy

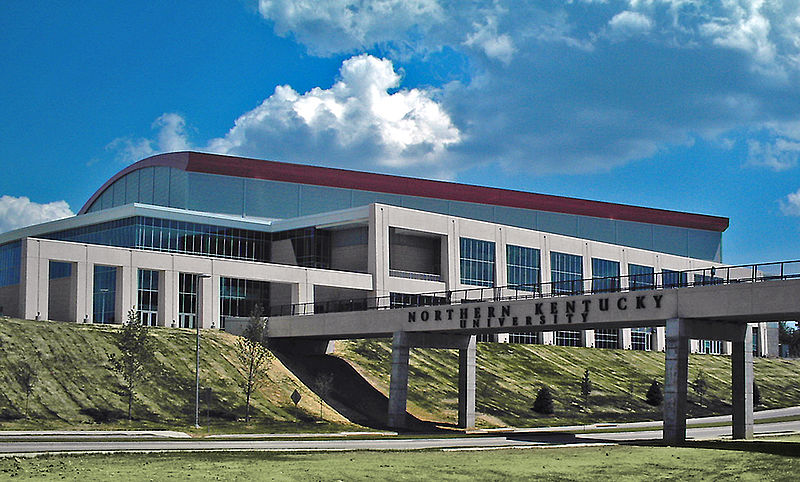
NKU: witaj kampusowy, umieszczony na moście dla pieszych (ang. skywalk) nad poprzeczną od ronda, University Drive, w tle nowa hala sportowa z widownią na koszykówkę ponad 14 tys. osób o nazwie sponsora: BB&T Arena

### Highland Heights
Około 400 akrowy kampus Northern Kentucky University jest kampusem podstawowym. Ulokowany on jest w Highlan Heights, przy Nunn Drive, na zachód od drogi krajowej 27, na południe od jej wȩzła z autostradą międzystanową nr 275 oraz 471. W linii prostej jest to 8,00 km w kierunku SES (lotniczo: na kierunku RWY 33) od centrum finansowego Cincinnati (punkt kratownicy na chodniku na moście Roblinga po stronie zachodniej w Ohio; centrum okrągłego kamiennego placu przed Natural Science Center). Pierwszy budynek, obecnie siedziba biblioteki prawniczej oraz szkoły prawniczej dla NKU, Salmon P. Chase Law School, czyli Nunn Hall, otwarto w 1972.
Pomimo faktu dojazdowego charakteru kampusu dla olbrzymiej większości jego studentów, ok. 1500 studentów mieszka na kampusie w akademikach na uboczu, co dla nich z kolei stwarza atmosferȩ mniejszego prywatnego college’u, jednak z zasobami większego, publicznego uniwersytetu.

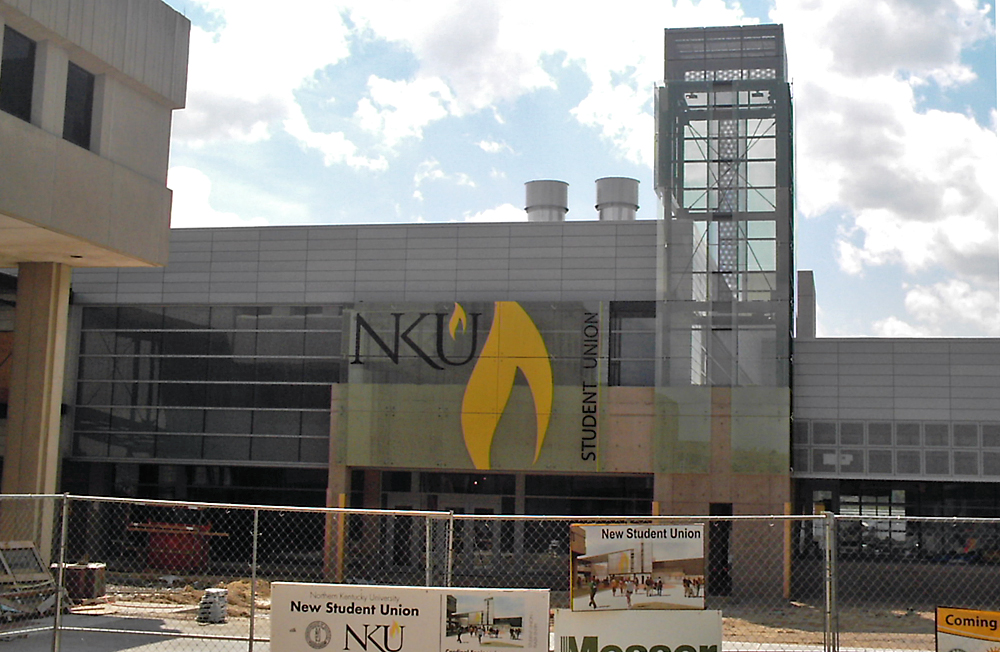
NKU: Student Union czyli Dom Studenta (budynek drugiego pokolenia), centrum kampusu i jego „commons”, w budowie latem 2008, obecnie wykoñczony. M.in. jest tu Starbucks, drugi na kampusie po Natural Science Center

Najnowszy tzw. NKU master plan zakłada dalszą masywną ekspansję kampusu do roku 2020, w tym szereg nowych budynków do nauczania, parkingów, placu centralnego (tzw. quad), dróg. Ponoć ma tu studiować wtedy 28 000 studentów.
W Landrum Academic Center na kampusie Highland Heights mieści się unikatowe jak dla publicznego uniwersytetu Anthropology Museum. Za to pierwsze na świecie planetarium cyfrowe/laserium na jakimkolwiek uniwersytecie zainstalowano w hali zaprojektowanej w tym celu jako czȩść Dorothy Westerman Hermann Natural Science Center. Nadzór nad jego unikatowym komputerowo-graficznym zasobem sprawuje wieloletni profesor fizyki na NKU, kierownik katedry fizyki, profesor Chuck Hawkins i osoby przez niego wyznaczone.

### Kampusy satelitarne
W okolicznych miastach Covington i Williamstown.

## Nauczanie

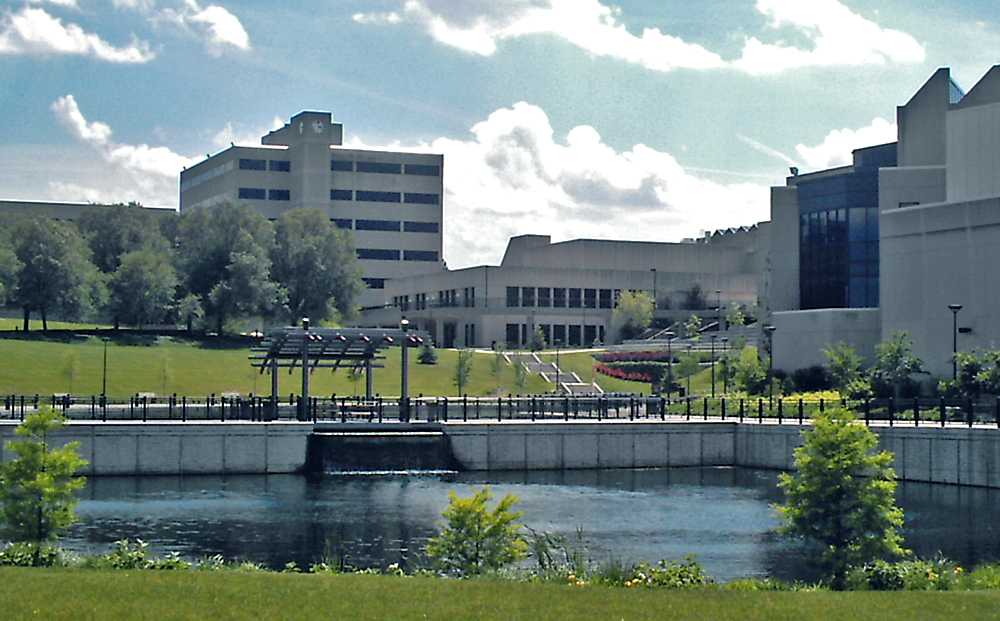
NKU: skomplikowane obecnie jeziorko sztuczne z systemem śluz, dawniej bajorko o nazwie zwyczajowej „Loch Norse” i okoliczne gmachy w tym tymczasowo szkoła informatyki w budynku nauk matematycznych. Nowy gmach dla informatyków jest w budowie. Jeziorko pierwotnie powstało wskutek odprowadzania wody przy niwelacji terenu

### Jednostki składowe: college indywidualne
Northern Kentucky University zawiera 6 college’ów. Najnowszym jest College of Informatics (2006), na miejsce zlikwidowanego College of Professional Studies.
- College of Arts and Sciences. nku.edu. [zarchiwizowane z tego adresu (2008-03-03)].
- College of Business
- College of Education and Human Services. coehs.nku.edu. [zarchiwizowane z tego adresu (2011-07-20)].
- College of Informatics
- School of Nursing and Health Professions. nhp.nku.edu. [zarchiwizowane z tego adresu (2009-06-21)].
- Salmon P. Chase College of Law

### Biblioteki
Biblioteka główna NKU jest masywnym bunkrem z tafli szkła pod kątem z wewnętrznej strony od środka kampusu. Jest on architektonicznym centrum i swojego rodzaju zakotwiczeniem kampusu.
Zbudowany pierwotnie w 1975, nazwany jest patronatem prezesa/rektora Franka Steely’ego, pierwszego na tym stanowisku. W 1995 przeszedł kosztującą 9,1 mln dolarów renowację, z wydzieleniem i dobudowaniem nowych przestrzeni. Znajduje się tam, w szklanej oprawie, IT Customer Service dla kampusu. Biblioteka zawiera ponad 300 000 tomów, ponad 18 000 czasopism oraz ponad 1,4 mln egzemplarzy dokumentu w postaci mikrofilmu lub cyfrowym. Mieści się tu wielkie repozytorium o nazwie Media Collection regionalnego stowarzyszenia uniwersytetów.
Poza gmachem jest ulokowana biblioteka prawnicza, Chase Law Library, w Nunn Hall, i jej kolekcje nie są z kolei mniejsze: ponad 313 000 tomów i 57 000 monografii i czasopism.

## Sport
2 mistrzostwa kraju, jedno wicemistrzostwo (NCAA Div. II) w koszykówce kobiet, 2000, 2002, 2008. Dwukrotne wicemistrzostwo z kolei mȩzczyzn w latach 90.

### Zespoły sportowe uniwersytetu: The Norse
Northern Kentucky University uczestniczy w konferencji sportowej, czyli lidze akademickiej NCAA Division I o nazwie Horizon League. Poprawny przydomek to „Norse”, nigdy Norsemen, Lady Norsemen itp.
Uniwersytet utrzymuje reprezentacje Norse także baseballu mężczyzn, softballu kobiet, piłki nożnej, w biegu na przełaj, tenisie, golfie, oraz siatkówce kobiet.

#### Koszykówka kobiet
W 2000 kobiety NKU wygrały rozgrywki w koszykówce kobiet NCAA Women’s Division II Basketball Championship wynikiem 32-2, wygrywając finał. W sezonie 2002-03 przegrały mecz o mistrzostwo.
W 2008 wygrały z powrotem, jako jedne zawodniczki z zaledwie 5 szkół, które to wygrały mistrzostwo kraju dwa razy. Obecna trener Nancy Winstel jest postrzegana jako jedna z najbardziej skutecznych w NCAA i pracuje na NKU od roku 1983.

### Studenckie stowarzyszenia sportowe
Studenci mają również zorganizowane kluby sportowe o charakterze nieformalnym: w hokeju na lodzie, taekwondo, szermierce, boksie, lacrosse, rugby, kickballu, skeecie & strzelaniu lufowym (ang. trap), oraz brazylijskim dżiudżitsu. Kluby te są przeważnie zorganizowana przez program ogólny o nazwie Sport Club.

## Media

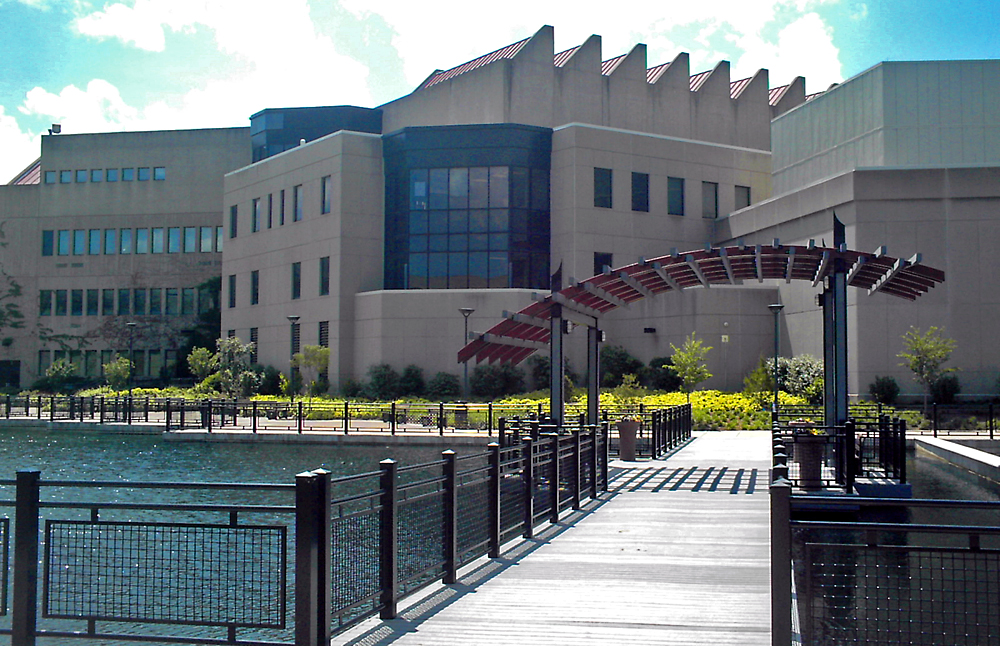
NKU’s „Loch Norse” i budynek Fine Arts Center (muzyka, plastyka, teatr)

### Media publiczne
Na kampusie ulokowane wielkie regionalne radio publiczne WNKU, w 1986. Światowy odbiór toku w zapisie streaming (cyfrowym) znajduje siȩ tu: WNKU.org.
NorseMediaTV to telewizja publiczna edukacyjna Northern Kentucky University. Nadaje na kanale 18 telewizji kablowej Insight Cable w Northern Kentucky. NorseMediaTV produkuje programy oryginalne np. Northern Lights ze spikerem, długoletnim profesorem Jamesem C. Claypoolem (2006 Blue Chip Cable Access Award za najlepszy news/talk show w profesjonalnym radiu USA). NorseMediaTV produkuje transmisje sportowe siatkówki (kobiet, w USA ostatnio tylko kobiety). Jednak nadal jest to organizacja kontrolowana przez studentów dla studentów w ramach katedry Electronic Media & Broadcasting. Online tu: norsemedia.nku.edu.

### Wydawnictwa studenckie
The Northerner to gazeta studencka, tygodnik. Jej edytorzy, krytycy muzyczni i teatralni, reporterzy, a i sama gazeta wygrali szereg nagród w corocznej kompetycji ogólnostanowej pod egidą stowarzyszenia prasowego Kentucky Intercollegiate Press Association. Online tu: TheNortherner.com. Jest tu również nieprofesjonalne, studenckie radio internetowe: Norse Code Radio, online tu: WRFNRadio.com.

### Prezydenci NKU
- Dr W. Frank Steely, 1968–1972
- Dr Ralph Tesseneer, 1972–1973 (zastępczo)
- Dr A.D. Albright, 1973-1983
- Dr Leon Boothe, 1983–1996
- Jack M. Moreland, 1996–1997 (zastępczo)
- Dr James Votruba, od 1997